# Yulene Olaizola
Yulene Olaizola (Ciudad de México, 13 de junio de 1983) es una reconocida directora, editora, guionista y productora mexicana. Egresada del Centro de Capacitación Cinematográfica (CCC). Ganadora de más de 30 premios con su ópera prima, el documental Intimidades de Shakespeare y Víctor Hugo. Su segunda película de ficción, Fogo fue estrenada en la Quincena de los Realizadores del  del Festival de Cannes en el 2012 y en el 2020 presentó Selva Trágica en el Festival Internacional de Cine de Venecia. Su película más reciente es un documental sobre la banda de rock mexicano San Pascualito Rey, Canción que Quema.

## Trayectoria profesional
Graduada summa cum laude por su tesis documental Intimidades de Shakespeare y Víctor Hugo. 
Su película Fogo es el resultado del trabajo realizado durante una residencia artística auspiciada por la Fogo Island Arts Corporation, en  Terranova , Canadá, formó parte de la Selección Oficial del 10° Festival Internacional de Cine de Morelia (FICM) y de la 44.ª Quincena de Realizadores, sección paralela del 65° Festival de Cannes.
Funda su casa productora Malacosa cine, con Rubén Imaz.
Formó parte del consejo consultivo de Procine en 2018. 
Participará en el 71 festival de Cannes, con su película Selva tragica, apoyada por “L’atelier" de la Cinefondation. 

## Filmografía

### Guion
- Intimidades de Shakespeare y Víctor Hugo (2008)
- Paraísos artificiales (2011)
- Fogo (2012)
- Epitafio (2015)
- Selva Trágica (2020)
- Canción Que Quema (2023)

### Producción
- Intimidades de Shakespeare y Víctor Hugo (2008)
- Paraísos artificiales (2011)
- Fogo (2012)
- Epitafio (2015)
- Selva Trágica (2020)
- Canción Que Quema (2023)

### Edición
- Intimidades de Shakespeare y Víctor Hugo (2008)
- Fogo (2012)
- Epitafio (2015)
- Las Tinieblas, Daniel Castro Zimbrón (2016)
- Selva Trágica (2020)
- Canción Que Quema (2023)

### Dirección
- Intimidades de Shakespeare y Víctor Hugo (2008)
- Paraísos artificiales (2011)
- Fogo (2012)
- Epitafio (2015) codirección con Rubén Imaz
- Noctámbulos, historia de una noche. Serie documental de televisión. 1 episodio - Rafael Costero, el universo infinito (2017)
- Maestros Olvidados, oficios que sobreviven. Serie documental de televisión. 2 episodios  - El hombre de Rosa. Ismael Zarazúa. (2018)  - Cantinero (2016)[4]
- Selva Trágica (2020)
- El Último Maya, Interactions (2022) Cortometraje
- Canción Que Quema (2023)

## Premios y distinciones
Festival Internacional de Cine de San Sebastián
| Año  | Categoría                          | Película                                 | Resultado |
| ---- | ---------------------------------- | ---------------------------------------- | --------- |
| 2008 | Premio Horizontes-Mención especial | Intimidades de Shakespeare y Víctor Hugo | Ganador   |

### Intimidades de Shakespeare y Víctor Hugo[6]
- Ariel de plata, Mejor ópera prima, 2009
- Mejor película,  Buenos Aires Internacional Independent Film Festival (BAFICI)  2009
- Premio Don Quijote, Fribourg International Film Festival, 2009
- Premio FIPRESCI, Fribourg International Film Festival, 2009
- Premio especial del jurado, Fribourg International Film Festival, 2009
- Premio de la audiencia, International Documentary Film Festival of Navarra Punto de Vista, 2009
- Mención especial, International Documentary Film Festival of Navarra Punto de Vista, 2009
- Mejor documental, Lima Latin American Film Festival, 2009
- Mejor documental, Lleida Latin-American Film Festival, 2009
- Premio del gran jurado,  Miami film festival, Dox competition, 2009
- Mejor documental, Nashville film festival, 2009
- Mejor filme dirigido por una mujer, Nashville film festival, 2009
- Trofeo Transilvania, Transilvania International film festival, 2009[7]